# Vale do Rio Vermelho

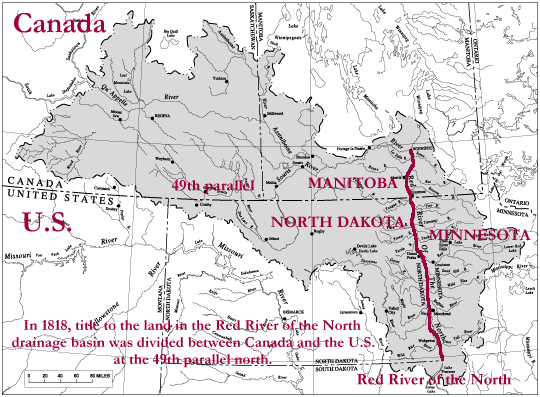
Região de drenagem do Rio Vermelho do Norte entre Minnesota, Dakota do Norte, Manitoba, Saskatchewan e Alberta.

O Vale do Rio Vermelho é uma região geográfica drenada pelo Rio Vermelho do Norte, localizada no centro da América do Norte e abrangendo parte do Canadá e dos Estados Unidos. Forma a fronteira entre Minnesota e Dakota do Norte quando esses territórios foram admitidos como estados nos Estados Unidos, este vale fértil tem sido importante para as economias desses estados e para a província canadense de Manitoba, no Canadá.
Os centros populacionais e urbanos de Moorhead no Minnesota, Fargo e Grand Forks em Dakota do Norte, e Winnipeg em Manitoba, se desenvolveram no vale à medida que os assentamentos de europeus aumentavam no final do século XIX. A conclusão das principais ferrovias, a disponibilidade de terras baratas e a extinção das reivindicações de terras indígenas atraíram muitos novos colonos. Alguns desenvolveram operações agrícolas em grande escala conhecidas como fazendas de bonança, que se concentraram nas lavouras de commodities de trigo.
O lago paleogeográfico Agassiz estabeleceu os sedimentos no Vale do Rio Vermelho. O vale foi por muito tempo uma área de habitação de várias culturas indígenas, incluindo os povos históricos Ojibwe e Métis. O rio flui para o norte através de uma ampla e antiga planície até o Lago Winnipeg. A geografia e as condições sazonais podem produzir inundações devastadoras, com várias registradas desde meados do século XX.